# Acratodes
Acratodes là một chi bướm đêm thuộc họ Geometridae. Một số tài liệu còn ghi nhận tên đồng nghĩa của chi này là Xystrota.

## Các loài
- Acratodes phakellurata Guenee, 1857
- Acratodes suavata (Hulst, 1900)
- Acratodes virgotus (Schaus)